# Titanatemnus equester
Titanatemnus equester es una especie de arácnido del orden Pseudoscorpionida de la familia Atemnidae.

## Distribución geográfica
Se encuentra en Tanzania y Kenia.